# Форли-Чезена
Округ Форли-Чезена (итал. Provincia di Forlì-Cesena) је округ у оквиру покрајине Емилија-Ромања у северној Италији. Седиште округа покрајине и највеће градско насеље је град Форли.
Површина округа је 2.377 km², а број становника 388.019 (2008. године).

## Природне одлике
Округ Форли-Чезена се налази у северном делу државе са изласком на Јадранско море у дужини од неколико километара. Северна половина округа је равничарског карактера, у области крајње југоисточне Падске низије. Јужни део чине планине северних Апенина. На подручју округа постоји неколико малих река.

## Становништво
По последњим проценама из 2008. године у округу Форли-Чезена живи близу 390.000 становника. Густина насељености је велика, око 160 ст/км². Северни, равничарски део округа је знатно боље насељен, нарочито око градова Форлија и Чезене. Јужни, планински део је ређе насељен и слабије развијен.
Поред претежног италијанског становништва у округу живе и велики број досељеника из свих делова света.

## Општине и насеља
У округу Форли-Чезена постоји 30 општина (итал. Comuni).
Најважније градско насеље и седиште округа је град Форли (116.000 ст.) у северном делу округа. Други по величини је град Чезена (96.000 ст.) у источном делу округа.